# 鯨井友羽
鯨井 友羽（くじらい ゆう、2001年10月16日 - ）は、日本の子役である。スマイルモンキー所属。

## 出演

### テレビドラマ
- DRAMA COMPLEX らんぼう（2006年1月17日、日本テレビ）
- おいしいプロポーズ 第5話（2006年5月21日、TBS）葛城春樹（幼少） 役

### バラエティ
- Beポンキッキ（2008年、BSフジ）準レギュラー

### 映画
- 親父の歌（2006年、日本映画学校自主制作）翔太 役

### CM
- P&G アリエール（2007年）
- ミスター通商 町の便利屋さん（2006年）
- イオン つくろう!my新入学-学習机篇-（2007年 - 2008年）
- 栄光ゼミナール 理科実験教室篇（2010年）

### VP
- 東急不動産 ブランズシティ（2007年）

### スチル
- 日経TRENDY-ロボットの未来-（2005年、日経ホーム出版社）
- 10歳までに決まる!頭のいい子の育て方 Vol.10（2010年、学研）